# Bastutjärnen (Degerfors socken, Västerbotten, 715439-169118)
Bastutjärnen är en sjö i Vindelns kommun i Västerbotten och ingår i Umeälvens huvudavrinningsområde.